# جاني كويفيستو
جاني كويفيستو (بالفنلندية: Jani Koivisto)‏ هو لاعب كرة قدم فنلندي في مركز الهجوم، ولد في 25 فبراير 1985 في فنلندا. لعب مع FF Jaro ‏.

## وصلات خارجية
- جاني كويفيستو على موقع قاعدة بيانات كرة القدم.إي يو (الإنجليزية)
- جاني كويفيستو على موقع Soccerway.com (الإنجليزية)